# Tierp
60°20′43.073″N 17°31′8.6628″Ø / 60.34529806°N 17.519073000°Ø
Tierp er en by som ligger i Uppsala län i landskapet Uppland i Sverige. Det er administrationsby i Tierps kommun og i 2010 havde byen 5.587 indbyggere.
Tierp ligger ved Tämnarån og E4 cirka 61 kilometer nord for Uppsala og 53 kilometer syd for Gävle. Blandt større virksomheder på stedet er Atlas Copco, Elastolan, Tierps järnbruk, som producerer brønddæksler.
Kendte personer fra Tierp er ishockeyspilleren Johan Holmqvist og lyrikeren Kristina Lugn.

## Historie
Tierp voksede frem efter at jernbanestationen og Ostkustbanan blev indviet i 1874. Navnet kommer fra Tierps kirkeby, som ligger 10 km øst for Tierp. Stedet blev municipalsamhälle i Tierps landskommune i 1888, og blev udskilt fra denne i 1920 for at blive köping. Genforeningen skete i 1974, og Tierp er nu administrationscentrum i Tierp kommun.
I 1917 havde stedet 1.200 indbyggere, postkontor, læge, apotek, to hoteller, afdelingskontor for Stockholms handelsbank og Mälarprovinsernas bank, flere håndværkere, tre mekaniske værksteder, trælastfabrik, støberi med flere fabrikker, dampsav, mølle, mejerier og en avis. 